# 秦天
秦天（1957年—），湖北红安人，武警中将。現任第十四屆全國人大外事委員會委員。

## 生平
1973年入伍，毕业于石家庄高级步兵学校，历任战士、班长、排长、连长、作训股长、作训科副科长、副团长、团长、副师长、中国人民解放军总装备部防化研究院副院长等。2009年，任国防大学科研部副部长，2012年，任国防大学科研部部长。2015年7月，任中国人民解放军军事科学院副院长，其胞兄秦卫江时任南京军区副司令员，两人也是当时军界现役将领中唯一同时担任副大军区级领导职务的“兄弟档”。
2015年12月，任中国人民武装警察部队参谋长。
2016年6月，他與時任武警海南總隊一支隊特勤中隊長吳騰飛討論武警特戰執行戰鬥任務時，突擊隊員不瞄準就射擊目標是否可行。兩人咸認在這類任務中，突擊隊員射擊目標比起準確，快速更重要，先敵開火為王，因為沒打中目標對方會嚇到而離開，因而給隊員第二次開火機會，而若以準確為優先就會在速率上比敵人占劣勢從而不利戰鬥。最終武警總部決定揚棄以往「絕對準、相對快」的射擊理念，易之以「絕對快、相對準」。
2016年7月，晋升中国人民武装警察部队中将警衔。
2017年9月，任中国人民武装警察部队副司令员。2020年12月，卸任武警副司令员。
2023年3月，任第十四屆全國人大外事委員會委員。

## 家庭
- 父：秦基伟，中国人民解放军上将，中华人民共和国国防部部长。
- 兄：秦卫江